# Saut en hauteur féminin aux Jeux olympiques d'été de 1936
Navigation
Amsterdam 1932 Londres 1948
L'épreuve du saut en hauteur féminin aux Jeux olympiques d'été de 1936 s'est déroulée le 9 août 1936 au Stade olympique de Berlin, en Allemagne. Elle est remportée par la Hongroise Ibolya Csák, après l'éviction de l'équipe allemande la meilleure athlète de l'année, Gretel Bergmann, car juive.

## Résultats
| Rang               | Athlète             | Pays               | Marque |
| ------------------ | ------------------- | ------------------ | ------ |
| Médaille d'or      | Ibolya Csák         | Royaume de Hongrie | 1,60 m |
| Médaille d'argent  | Dorothy Tyler       | Royaume-Uni        | 1,60 m |
| Médaille de bronze | Elfriede Kaun       | Reich allemand     | 1,60 m |
| 4                  | Dora Ratjen         | Reich allemand     | 1,58 m |
| 5                  | Marguerite Nicolas  | France             | 1,58 m |
| 6                  | Fanny Blankers-Koen | Pays-Bas           | 1,55 m |
| 6                  | Annette Rogers      | États-Unis         | 1,55 m |
| 6                  | Doris Carter        | Australie          | 1,55 m |
| 9                  | Alice Arden         | États-Unis         | 1,50 m |
| 9                  | Kathy Kelly         | États-Unis         | 1,50 m |
| 9                  | Margaret Bell       | Canada             | 1,50 m |
| 9                  | Wanda Nowak         | Autriche           | 1,50 m |
| 9                  | Nellie Carrington   | Royaume-Uni        | 1,50 m |
| 14                 | Catherine Stevens   | Belgique           | 1,40 m |
| 14                 | Tini Koopmans       | Pays-Bas           | 1,40 m |
| 14                 | Junko Nishida       | Japon              | 1,40 m |
| 17                 | Irja Lipasti        | Finlande           | 1,30 m |